# Alfonsi (cognome)
Alfonsi è un cognome di lingua italiana.

## Varianti
Affuso, Alfonsetti, Alfonsini, Alfonso, Alfonsoni, Alfonzetti, Alfonzi, Alfonzini, Alfonzo, Alfuso, Alonso, Alonzi, Alonzo, Anfossi, Anfosso, Anfuso, D'Alfonso, D'Alfonzo, D'Alonzo, Fonsato, Fonsatti, Fonsi, Fonso, Fonzo, Fonzone, Ildefonsi, Ildefonso.

## Origine e diffusione
Cognome tipicamente panitaliano, è presente prevalentemente in Campania e Sicilia.
Potrebbe derivare dal prenome di origine latino-spagnola Adelphonsus o Idelphonsus, italianizzato in Alfonso; le varianti Alonso, Alonzi, Alonzo e D'Alonzo derivano direttamente dal cognome spagnolo e portoghese.
Le varianti Alonso e Alonzo sono meridionali; Ildefonso e Ildefonsi sono milanesi; Alfonso è napoletano; Anfosso è ligure e piemontese; Affuso e Alfuso sono campani e siciliani.

## Persone
- Alfonso Alfonsi – politico italiano
- Lorenzo Alfonsi – pilota motociclistico italiano
- Lydia Alfonsi – attrice italiana di teatro, cinema e televisione